# 甲酰氰
甲酰氰是一种简单的有机化合物，化学式 HCOCN。它由氰基和醛基组成。甲酰氰是最简单的酰基氰化物。它存在于人马座B2的分子云。

## 制备
甲酰氰是由甲氧基乙腈在 600 °C分解而成的。它也可以由丙烯基苯氧基乙腈或烯丙氧基乙腈加热分解而成。
在分子云中，甲酰氰可以由甲醛和氰基自由基反应而成：
CH2O + CN• → HCOCN + H•
在地球大气中，污染物丙烯腈和羟基自由基反应，形成甲酰氰、超氧酸和甲醛：
CH2=CHCN + OH• + 1.5 O2 → HO2 + HCOCN + CH2O

## 反应
甲酰氰水解成甲酸和氢氰酸。

## 相关化合物
通过卤代反应，可以形成甲酰氯氰 ClC(O)CN和甲酰溴氰 BrC(O)CN。